# ジャック・シャルパンティエ
ジャック・シャルパンティエ（Jacques Charpentier、1933年10月18日 - 2017年6月15日）は、20世紀フランスの作曲家、オルガニスト。
バロック音楽の作曲家マルカントワーヌ・シャルパンティエやオペラ作曲家のギュスターヴ・シャルパンティエとは無関係。

## 生涯
シャルパンティエはパリに生まれた。子供の時にピアノのみで音楽の学習を開始した。1950年から1953年にかけてジャニーヌ・リュエフとともに活動したが、その後インドに行ってボンベイとカルカッタで伝統的ヒンドゥー音楽を学んだ。シャルパンティエはインドに18か月滞在し、彼のその後の音楽の発達に決定的な影響をもたらした。
1954年にフランスに戻った後、パリ音楽院でトニー・オーバンに作曲を、オリヴィエ・メシアンに音楽哲学を学んだ。1959年にJMF (fr:Jeunesses musicales de France) に参加し、アンドレ・マルローは1966年に彼を音楽主査に、1975年に文化庁の音楽監察官に任命した。
1974年以来、シャルパンティエはパリのサン・ニコラ・デュ・シャルドネ教会の大オルガンの正オルガニストの職についた。文化庁に入った年、グレゴリオ聖歌および比較伝統音楽センターをセナンク修道院に設立し、またパリ音楽院でオーケストレーションの講師をつとめた。その後ジャン・マウの後任として文化・通信省の音楽・オペラ・ダンス監督を1979年から1981年までつとめた。それからニース市の音楽監督、ついでカルカソンヌに住んだ。
シャルパンティエはまたグレゴリオ聖歌とインド音楽に関する教育的な著書を執筆した。彼はメゾソプラノ歌手のダニエル・ヴオー＝シャルパンティエと結婚した。
2017年にレジニャン＝コルビエールで没した。カルカソンヌのラ・コント墓地に埋葬されている
。
2022年2月17日、カルカソンヌ市はリヴォワール地区の街路にシャルパンティエの名を与えた。

## 栄誉
- クーセヴィツキ賞（1966年）
- パリ市音楽グランプリ（1978年）
- レジオン・ドヌール勲章コマンドゥール（2015年）[8][9]
- 国家功労勲章コマンドゥール（2006年）
- 芸術文化勲章コマンドゥール（1975年）
- 教育功労章オフィシエ（1993年）

## 音楽的影響
インドはシャルパンティエとその音楽に決定的な影響を及ぼした。彼は1957年に南インドのカルナータカ音楽の伝統的な旋法である72のラーガに捧げる巨大な作品を書きはじめた。これが『カルナティック旋法による72の練習曲』で、27年かけて1984年に完成した。この曲にはメシアンの影響が明らかである。この作品においてピアノは音響の段階を持ちインドのある種の楽器に似た響きを持った打楽器として取り扱われている。インドからの帰国後、シャルパンティエは東洋からの新たな影響と自身の西洋音楽文化との統合を試みた。メシアンはシャルパンティエにトマス・アクィナスを読むことを勧め、彼は2年間かけて読んだ。
シャルパンティエはまた新古典派音楽的な様式で作曲することもある。『短い交響曲』（1958年）、『復活祭の日のためのシンフォニア・サクラ』（1965年）、『創世記のための前奏曲』（1967年）などがそうである。

## 主な楽曲
- カルナティック旋法による72の練習曲（ピアノ曲、1957-1984年）[12]
- 短い交響曲（1958年）
- 典礼形式による四重奏曲（1959年、4本のトロンボーンのための作品）
- 復活祭の日のためのシンフォニア・サクラ（1965年）
- ガヴァーンボーディ2（1966年、サクソフォーンとピアノのための作品）
- 創世記のための前奏曲（1967年）
- Béatrice de Plannisolas（1971年、オック語による5幕のオペラ。エクサン・プロヴァンス音楽祭で初演）
- オルガンの書（1973年、メス現代音楽祭からの依頼による）
- 交響曲第5番（1977年）
- 交響曲第6番（1978年、オルガンと管弦楽のための作品）
- テ・デウム（1978年）